# Aproximação para campos gravitacionais fracos
A aproximação para campos gravitacionais fracos inclui encontrar soluções aproximadas das equações de campo de Einstein da relatividade geral. A relatividade geral é reduzida à relatividade restrita na ausência de campos gravitacionais, o que não ocorre na prática pois o universo inteiro é considerado permeado por campo gravitacional. Assim sendo, podemos dizer que a relatividade geral pode ser aproximada da relatividade restrita na presença de campos gravitacionais fracos. Essa aproximação assume grande importância em física, em diversos campos de sua aplicação, dado que campos gravitacionais em muitos sistemas físicos estudados são realmente fracos, como na maior parte de nosso sistema solar, onde a imensa maioria de nossas medições são feitas.